# Julia de Burgos
Julia Constancia Burgos García  (Carolina, Puerto Rico; 17 de febrero de 1914-6 de julio de 1953), conocida como Julia de Burgos, es considerada por muchos críticos como la más excelsa poetisa puertorriqueña. Fue también partidaria de la independencia de la isla.

## Biografía
Hija de Paula García y Francisco  Burgos Hanz, se crio en Santa Cruz, pueblo humilde de la localidad de Carolina. Esto no la privaba de desarrollar su amor por la naturaleza y por su país. Siendo la mayor de todos, fue la primera de trece hermanos en cursar estudios universitarios.
Obtuvo su título de magisteria en la Universidad de Puerto Rico a los 19 años de edad, pero su amor por la literatura la llevó a escribir poesía. Las influencias posibles en su obra fueron Luis Llorens Torres, Luis Pales Matos, Clara Lair, Rafael Alberti y Pablo Neruda. También fue maestra en la escuela elemental Rosa Luz Zayas Cruz en el sector Feijoo del barrio Cedro Arriba en Naranjito.
En 1936 se unió a las «Hijas de la libertad», rama femenina del Partido Nacionalista de Puerto Rico. Este grupo político, liderado por Pedro Albizu Campos, promovía el ideal de independencia.
Burgos publicó tres colecciones de poemas. Para sus dos primeros libros viajó a través de la isla, dándose a conocer y organizando sus propios recitales. Su tercer libro fue publicado póstumamente en 1954.
Se casó primero con Rubén Rodríguez Beauchamp y después —en 1944, en Nueva York— con Armando Marín, pero su gran amor fue el historiador, médico y político dominicano Juan Isidro Jimenes Grullón, nieto del extinto presidente dominicano Juan Isidro Jimenes. Este amor inspiraría muchos de sus poemas. Su ánimo fue bajando y cayó en el alcoholismo. El 6 de julio de 1953 se desplomó sobre una acera neoyorquina y murió de pulmonía en un hospital del barrio de Harlem a la edad de 39 años. Debido a que nadie reclamó su cuerpo y a que no llevaba ninguna identificación, la ciudad la enterró bajo el nombre de «Jane Doe». Algunos de sus amigos, capaces de rastrearla y encontrar su tumba, reclamaron el cuerpo y sus restos fueron enviados a Puerto Rico; fue solemnemente enterrada en Carolina y se le elevó un monumento en el lugar del sepelio.
Entre los trabajos destacados de Julia de Burgos se encuentran: Río Grande de Loíza, Poema para mi muerte, Yo misma fui mi ruta, Alba de mi silencio y Alta mar y gaviota.
Vivió dos años en Cuba, que quedan registrados en la correspondencia de la poetisa con su hermana. En La Habana estudió griego, latín y francés.

## Feminista
Julia de Burgos, además de mostrar el sentimiento de amor en sus poemas, también estimuló en las mujeres la liberación femenina y en sus versos plasmó los problemas de las puertorriqueñas. Con una voz de rebeldía y feminismo escribió obras que iban en contra de las normas de la sociedad y los convencionalismos de su época. Las obras muy estudiadas por Julia de Burgos han sido destacadas por el alzamiento feminista que contienen, por ejemplo, el poema "Yo misma fui mi ruta" que trata sobre la liberación de las mujeres. En este poema Burgos se muestra decidida a ser quien maneja su vida y se expresa en desacuerdo con los mandatos de la sociedad. Este poema exhortó a las mujeres de la generación del 30, quienes se hallaban en una lucha de poder por sus derechos, a tener conciencia de tres factores importantes: su potencial como mujer, el manejo de sus propias vidas y no sentirse inferiores.

## Homenajes
El 19 de febrero de 1987 el Departamento de Español del Recinto de Humacao de la Universidad de Puerto Rico la homenajeó concediéndole un doctorado póstumo honoris causa en Letras y Humanidades. La proclamación fue presentada a su sobrina, María Consuelo Sáez Burgos.
La ciudad de San Juan ha bautizado escuelas y avenidas en su nombre; allí existe también la Casa Protectora Julia de Burgos, que protege a mujeres sobrevivientes de violencia doméstica, y el museo de artes y ciencias epónimo.
El 27 de octubre de 2006, la ciudad de Nueva York aprobó una ley que designó un tramo de la calle 106, entre la quinta y la primera avenidas,  como »Julia de Burgos Boulevard».   En la misma calle, cerca de la avenida Lexington, el mural de Manny Vega representa el rostro de Burgos en mosaicos que lo transforman en una especie de ícono bizantino. Muy cerca, en la quinta avenida y calle ciento cinco, está la esquina donde se desplomó la escritora puertorriqueña en julio de 1953. Fue trasladada a Harlem Hospital y  murió en el anonimato.
En Nueva York funciona el Centro Latino Julia de Burgos en Manhattan y el Centro de Arte Julia de Burgos en Harlem, cercano al lugar de su muerte. La poeta neoyorquina Giannina Braschi homenajeó a Julia de Burgos en su celebrada novela bilingüe Yo-Yo Boing! y Tomás Batista esculpió un busto de ella, que adorna el parque de su nombre en Carolina.